# Ensemble Thalkirchen

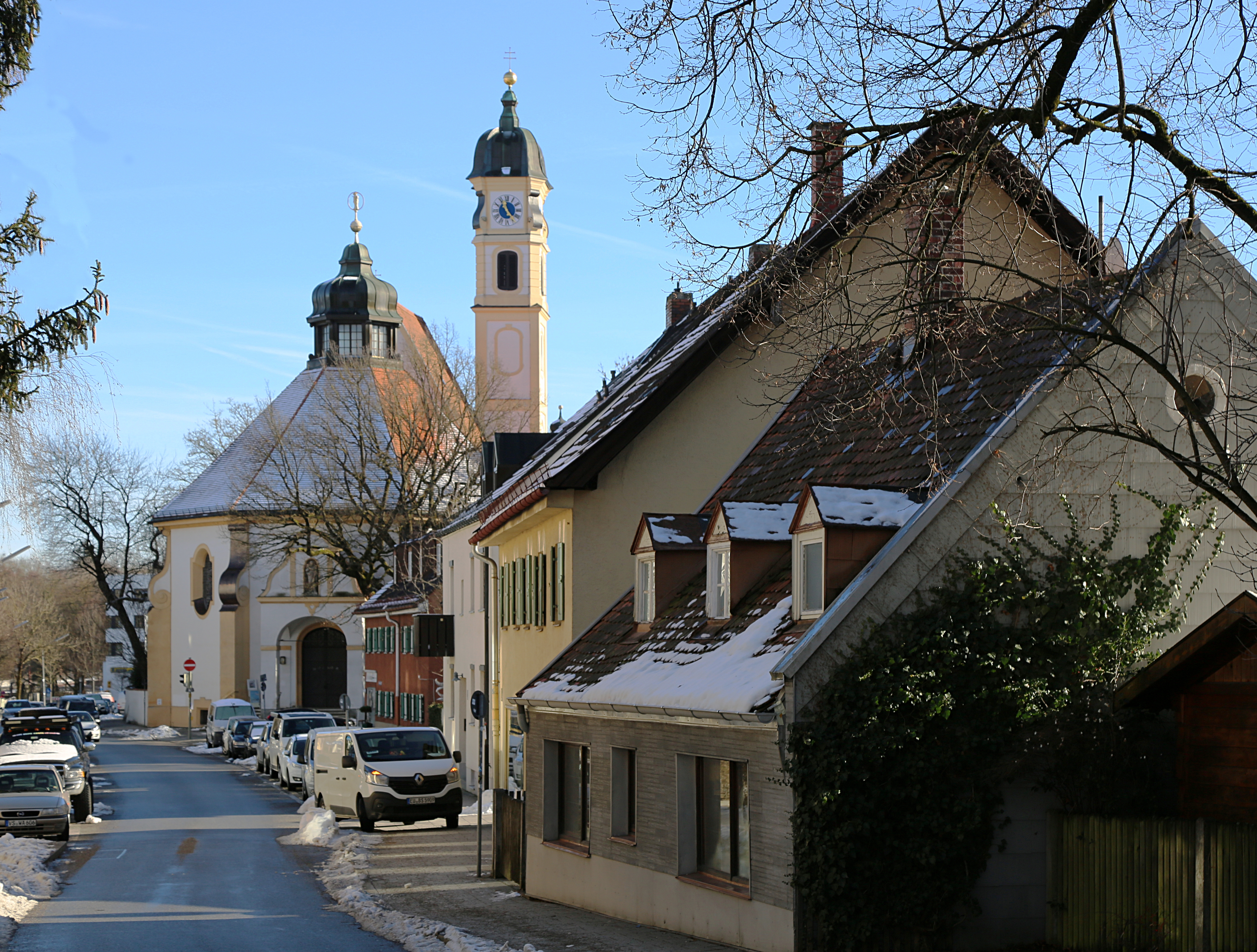
Ortskern Thalkirchen, Blick entlang der Fraunbergstraße auf die Pfarrkirche

Das Ensemble Thalkirchen war ein denkmalgeschütztes Bauensemble in München.

## Lage
Das Ensemble lag im Münchner Stadtteil Thalkirchen beidseitig der Fraunbergstraße. Es umfasste den historischen Ortskern des Dorfs Thalkirchen, das 1818 eine eigenständige politische Gemeinde wurde, die 1900 nach München eingemeindet wurde.
Neben den Häusern an Fraunbergstraße und Fraunbergplatz umfasste das Ensemble auch die Anwesen Münchner Straße 24, 26 und 28 sowie Emil-Geis-Straße 41 und Maria-Einsiedel-Straße 2.

## Beschreibung
Das alte Dorf Thalkirchen lag auf einer Hangterrasse zwischen der Isar und dem oberhalb des Isarhochufers liegenden Sendling. Es bestand im Wesentlichen aus einigen Gebäuden beiderseits der Dorfstraße, der heutigen Fraunbergstraße. Beherrscht wurde das Ortsbild von der Pfarr- und Wallfahrtskirche St. Maria, der das Dorf zusammen mit seiner Lage am Fuß des Isarhangs auch seinen Namen verdankt. Sie prägt auch weiterhin das Bild des ehemaligen Ortskerns.
Ungewöhnlich ist die Orientierung der Dorfstraße in Ost-West-Richtung, also quer zum Fluss und zur Hangkante. Auf ihrer Südseite weist sie noch eine ein- und zweigeschossige Bebauung mit für das ehemalige Dorf typischen Abmaßen auf. Den optischen Abschluss der Straße im Westen bildet das 1847 errichtete alte Schulhaus, das nach der Verlegung der Schule 1906 in die Boschetsrieder Straße bis 1927 als Pfarrhaus diente. Von Westen aus führen die traufständigen Häuser an der Südseite der Straße auf die Kirche zu, vor der die Straße platzartig nach Süden erweitert ist. An diesem Platz wurde 1926/27 das neue Pfarrhaus errichtet. Die Gasthöfe im Ostteil der Straße verweisen auf die zu einem Wallfahrtsort gehörenden Wirtshäuser mit großen Gärten. Die Bebauung auf der Nordseite der Straße wurde nach dem Zweiten Weltkrieg weitgehend erneuert.
Bei der Nachqualifizierung der Denkmalliste wurde das Ensemble 2011 daraus gestrichen. Das wurde damit begründet, dass der Zusammenhang des ehemaligen Ortskerns um die Wallfahrtskirche herum nicht mehr vorhanden sei. Während die in den 1950er und 1960er Jahren errichteten Neubauten auf der Nordseite der Fraunbergstraße in der ursprünglichen Beschreibung des Ensembles noch als den straßenräumlichen Zusammenhang wahrend angesehen wurden, hieß es nun, dass sie mit ihrer Dreigeschossigkeit für den Dorfkern unmaßstäblich seien.

## Einzelbaudenkmäler
Mehrere Bauwerke des ehemaligen Ensembles sind auch weiterhin einzeln als Baudenkmal in die Bayerische Denkmalliste eingetragen. Dazu zählen vor allem die Pfarrkirche St. Maria mit dem sie umgebenden Friedhof und das daneben liegende Pfarrhaus. Weitere Baudenkmäler sind die Häuser Fraunbergplatz 6/7 und Münchner Straße 28, in dem die alte Schule und danach das alte Pfarrhaus untergebracht waren.

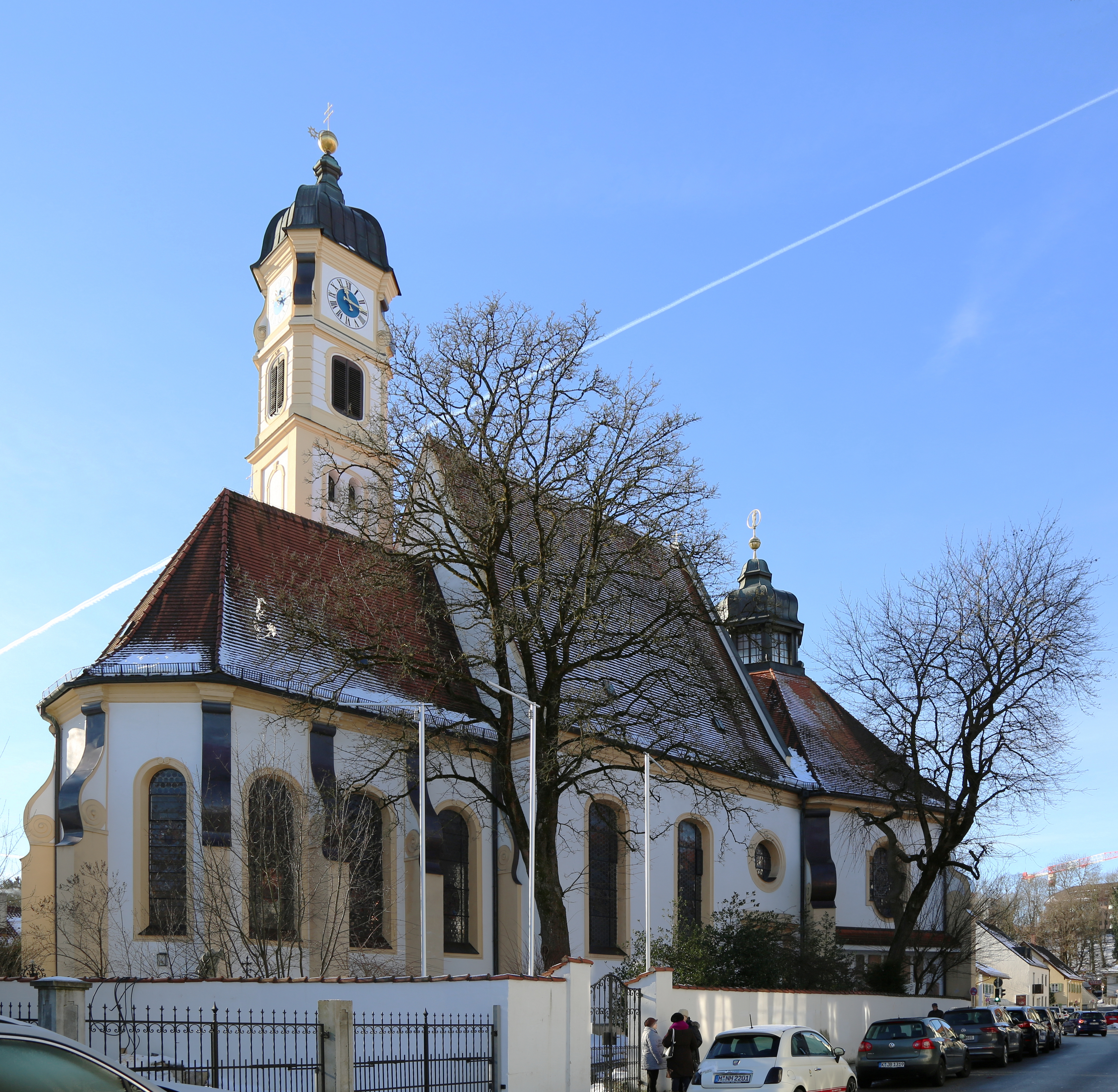
St. Maria
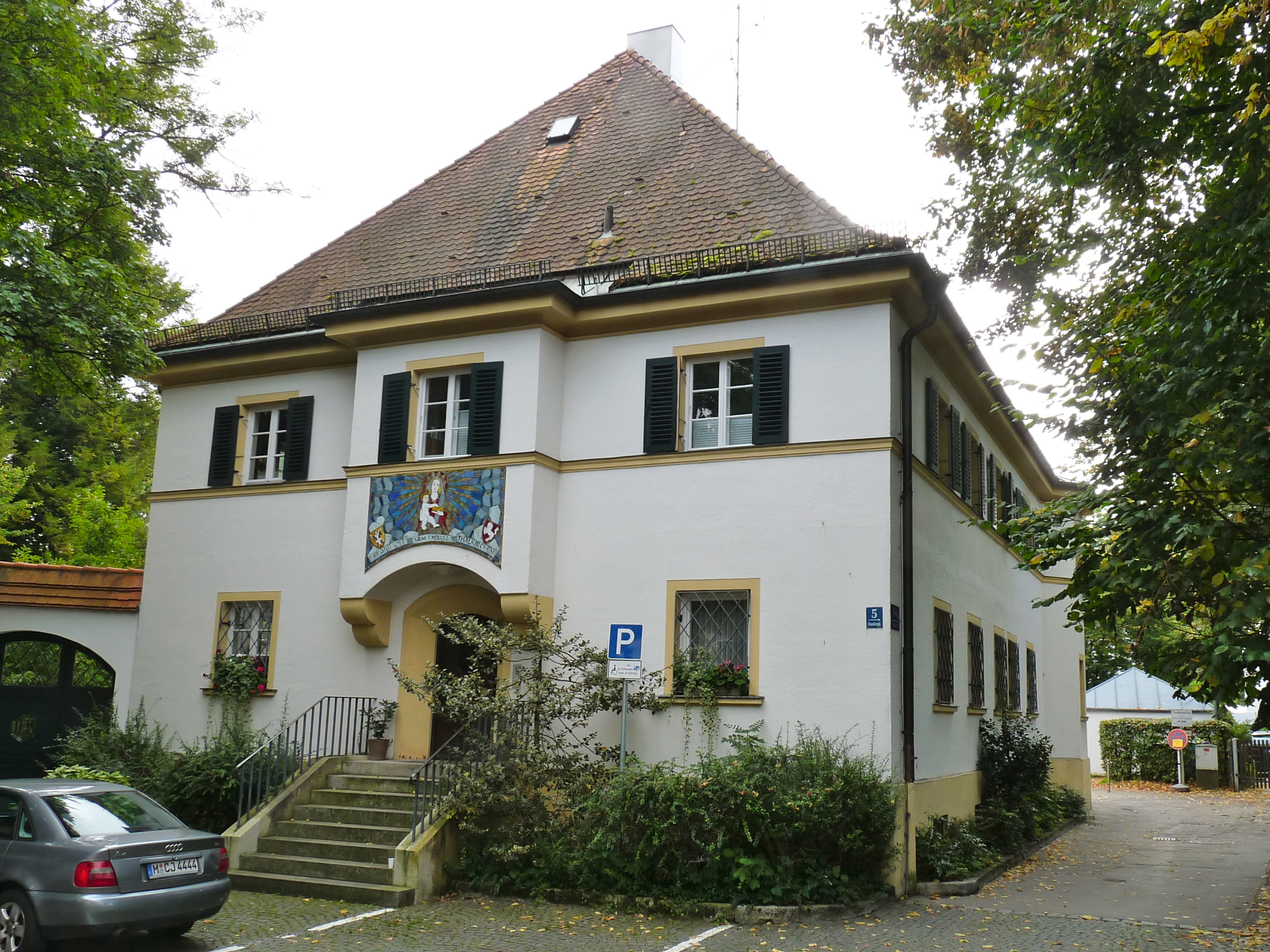
Pfarrhaus
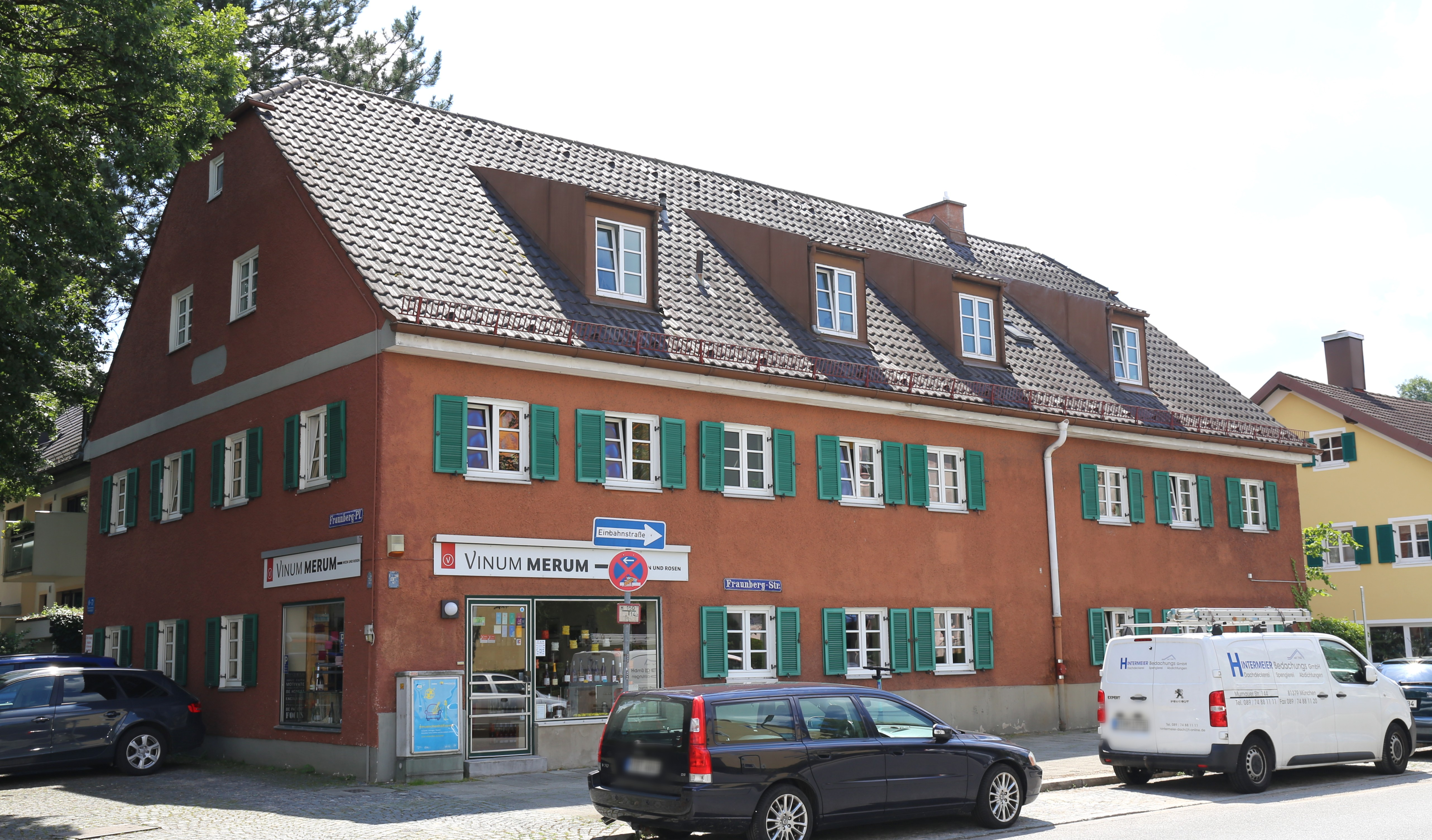
Fraunbergplatz 6/7
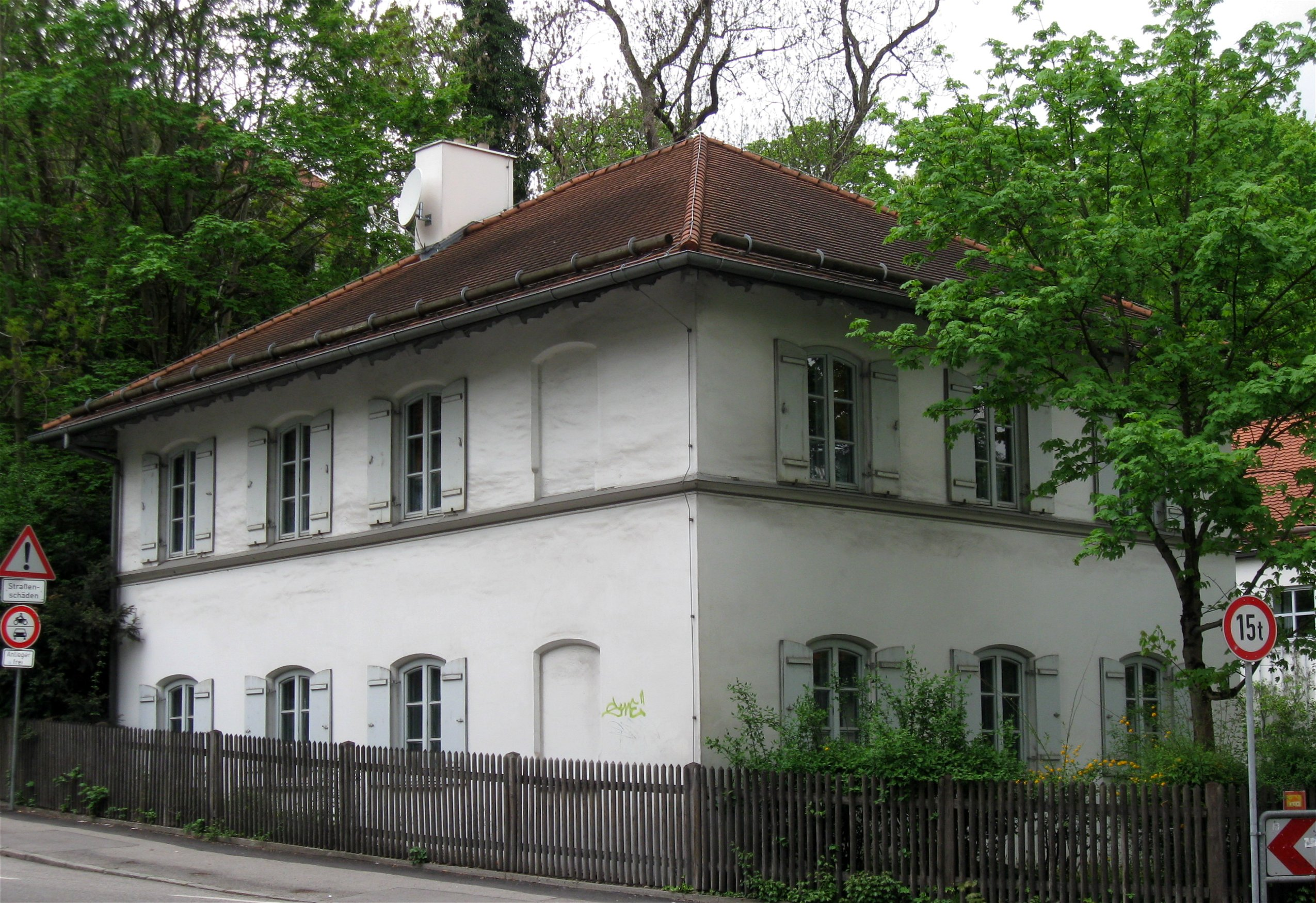
Münchner Straße 28